# Nachal Chabalbal
Nachal Chabalbal (hebrejsky: נחל חבלבל) je krátké vádí v severním Izraeli, v pobřežní nížině, nedaleko úpatí pohoří Karmel.
Začíná v nadmořské výšce okolo 10 metrů nad mořem, v pobřežní nížině západně od vesnice Geva Karmel. Odtud vádí směřuje k severozápadu a po pár stech metrech ústí zleva do vádí Nachal Me'arot, které jeho vody odvádí do Středozemního moře.